# Kutigurowie
Kutigurowie (również Kutrigurowie) – plemię bułgarskie zamieszkujące w VI i VII wieku ziemie położone nad Morzem Czarnym na zachód od Donu. Część historyków odróżnia ich od Bułgarów, uznając Kutigurów za plemię huńskie. Wobec niejasnej genealogii Protobułgarów, którzy również uważani są za związek plemion huńskich, kwestia ta nie jest łatwa do wyjaśnienia. Nazwa Kutigurów wywodzi się ze starotureckiego körtűrgűr, co oznacza: „wyróżniający się”, „dostojny”.
Od 499 Kutigurowie brali udział w bułgarskich najazdach na Cesarstwo Bizantyjskie. Najazdy powtarzały się co kilka lat. Dla obrony stolicy cesarz Anastazjusz (491–518) wzniósł wokół Konstantynopola „długie mury”. W 517 Bułgarzy dotarli aż do Termopil. Dołączyli do zbuntowanego generała bizantyjskiego Witaliana. Wspierany przez flotyllę łodzi generał trzykrotnie dotarł do długich murów Konstantynopola. Ostatecznie wojska Witaliana zostały odparte. W 529 Bułgarzy najechali Dobrudżę, Mezję i Bałkany po Trację, zaś w 530 Ilirię. W latach 539–540 dotarli aż do Konstantynopola, wkroczyli do Grecji i przeprawili się do Azji Mniejszej. W 545 cesarz Justynian zezwolił osiedlić się w Tracji części Kutigurów. Jednak po kolejnym najeździe w 551 cesarz doprowadził do konfliktu między chanem Kutigurów Zaberganem a chanem sąsiedniego plemienia bułgarskiego Utigurów, Sandalem. Wojna między obydwoma plemionami zakończyła się pokojem w 558. W 559 Zabergan najechał Cesarstwo i oblegał Konstantynopol, został jednak odparty przez Belizariusza. W następnym roku Kutigurów najechali i podbili opłaceni przez Bizancjum Awarowie.
Awarowie utworzyli w ciągu kolejnych lat federację z Kutigurami, w skład której weszło według szacunku historyków około 100 tysięcy Awarów i 100 tysięcy Kutigurów. Znajomość tej części Europy przez Kutigurów była jednym ze źródeł sukcesów wojennych Awarów w następnych latach. W 568 federacja zajęła Nizinę Węgierską, tworząc państwo znane jako Kaganat Awarów. W źródłach bizantyjskich można znaleźć informacje na temat udziału Kutigurów działaniach kaganatu skierowanych przeciwko Bizancjum. W 569 kagan awarski Bajan wysłał 10-tysięczny oddział Kutigurów przeciw Rzymianom w Dalmacji. W trakcie wyprawy Kutigurowie zburzyli 40 grodów obronnych. W 596 generał bizantyjski Petros poniósł klęskę pod Anasamus nad Dunajem z rąk 6 tysięcy Kutigurów. Po nieudanym oblężeniu Konstantynopola przez połączone siły Awarów, Kutigurów, Gepidów i Słowian w 626, państwo awarskie znalazło się w kryzysie. Doszło do konfliktu pomiędzy Awarami a Bułgarami co do wyboru nowego kagana. Pokonani przez Awarów Bułgarzy w liczbie 7000 rodzin uciekli do Bawarii, skąd z kolei przegnał ich król Franków Dagobert I (629–639), mordując podstępnie większość z nich. Ostatecznie 700 rodzin pod wodzą księcia Altseka schroniło się w Italii. Król Longobardów Grimoald nadał im ziemię w Abruzzach w księstwie Benewentu. W 635 chan Wielkiej Bułgarii Kubrat pokonał Awarów przyłączając terytoria Kutigurów nad Donem do swego państwa. Po śmierci Kubrata, w okresie między 660 a 670 rokiem, Wielka Bułgaria rozpadła się pod uderzeniem Chazarów. Kutigurowie pod wodzą jednego z synów Kubrata Kotraga przenieśli się w górę Donu. W X wieku społeczność Bułgarów Kortaga utworzyła w dorzeczu Wołgi i Kamy Bułgarię Kamską.